# Resolutie 1113 Veiligheidsraad Verenigde Naties
Resolutie 1113 van de Veiligheidsraad van de Verenigde Naties werd unaniem door de VN-Veiligheidsraad aangenomen op 12 juni 1997, en verlengde de UNMOT-waarnemingsmissie in Tadzjikistan met drie maanden.

## Achtergrond
Na de val van de Sovjet-Unie, werden in 1991 verkiezingen gehouden in Tadzjikistan. Begin 1992 kwam de oppositie in opstand tegen de uitslag – de oud-communisten hadden gewonnen – ervan. Er brak een burgeroorlog uit tussen de gevestigde macht en hervormingsgezinden en islamisten uit de achtergestelde regio's van het land, die zich hadden verenigd. In 1997 werd onder VN-bemiddeling een
vredesakkoord gesloten.

## Inhoud
Op 8 maart hadden de Tadjikistaanse regering en oppositie een protocol getekend over militaire kwesties, op 18 mei over politieke kwesties en op 28 mei garanties over de uitvoering van het vredesakkoord. Die akkoorden voorzagen in steun van de internationale gemeenschap en de Verenigde Naties in het bijzonder bij de uitvoering. Intussen was de veiligheidssituatie in het land nog steeds gespannen en bleef de humanitaire situatie achteruitgaan.
De partijen werden opgeroepen de gesloten overeenkomsten volledig in de praktijk te zetten en prioritair ook het vredesakkoord te tekenen. De Veiligheidsraad verlengde de UNMOT-waarnemingsmacht in Tadzjikistan met drie maanden, tot 15 september. Ten slotte werd secretaris-generaal Kofi Annan gevraagd de Raad op de hoogte te houden en aanbevelingen te doen over de ondersteunende rol van de VN en het mandaat en de sterkte van UNMOT.

## Verwante resoluties
- Resolutie 1089 Veiligheidsraad Verenigde Naties (1996)
- Resolutie 1099 Veiligheidsraad Verenigde Naties
- Resolutie 1128 Veiligheidsraad Verenigde Naties
- Resolutie 1138 Veiligheidsraad Verenigde Naties

Lijst ·  1093 ·  1094 ·  1095 ·  1096 ·  1097 ·  1098 ·  1099 ·  1100 ·  1101 ·  1102 ·  1103 ·  1104 ·  1105 ·  1106 ·  1107 ·  1108 ·  1109 ·  1110 ·  1111 ·  1112 ·  1113 ·  1114 ·  1115 ·  1116 ·  1117 ·  1118 ·  1119 ·  1120 ·  1121 ·  1122 ·  1123 ·  1124 ·  1125 ·  1126 ·  1127 ·  1128 ·  1129 ·  1130 ·  1131 ·  1132 ·  1133 ·  1134 ·  1135 ·  1136 ·  1137 ·  1138 ·  1139 ·  1140 ·  1141 ·  1142 ·  1143 ·  1144 ·  1145 ·  1146